# Franziskanerkloster Stadthagen

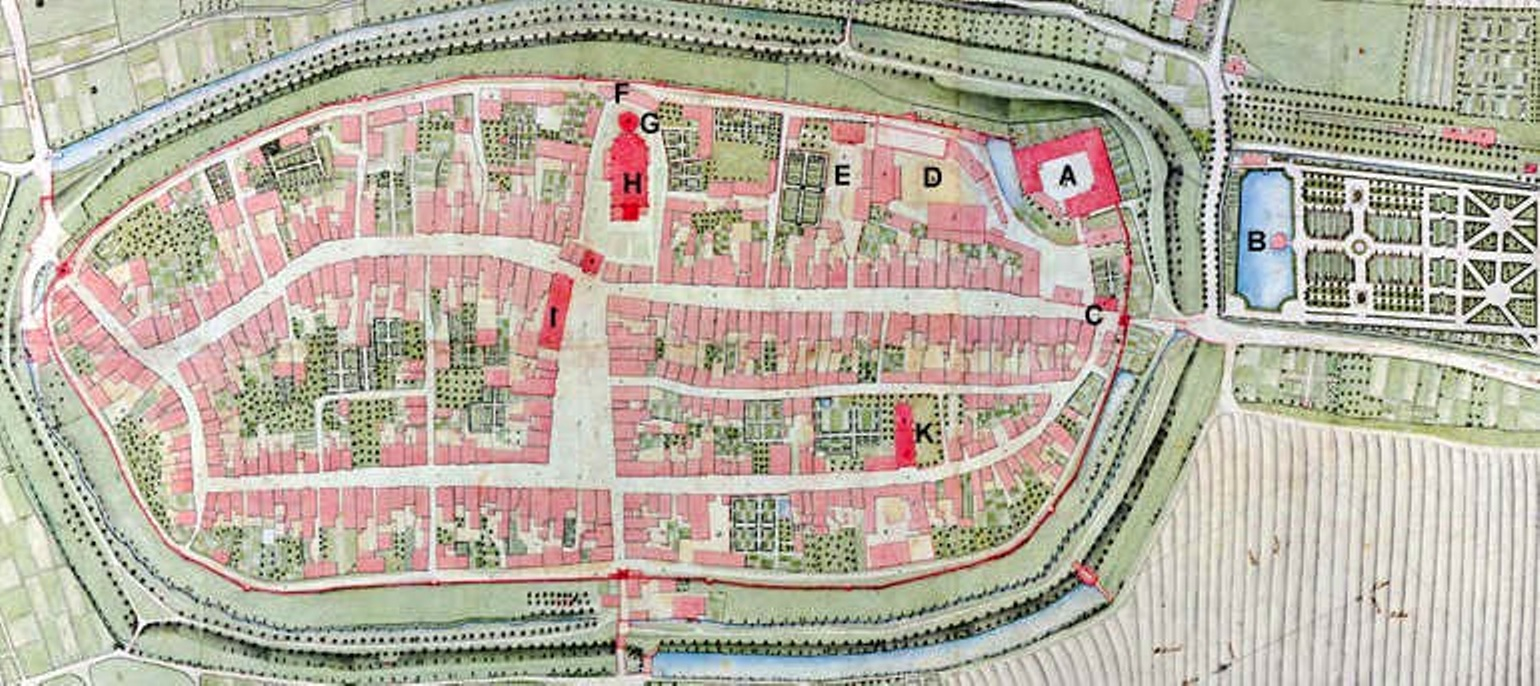
Das ehemalige Franziskanerkloster (K) auf einem Stadtplan von 1784 (geostet)

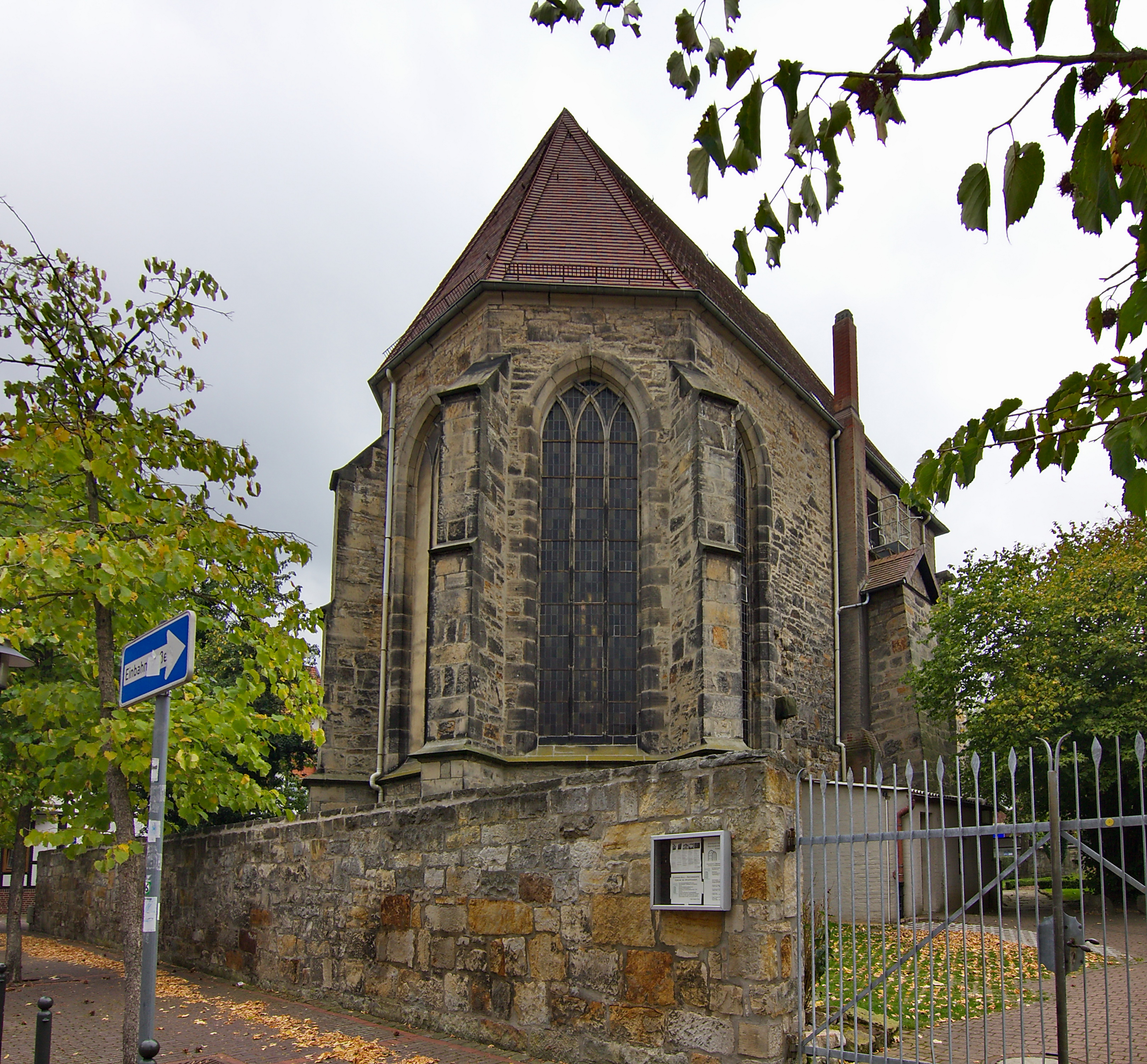
Der erhaltene Chor der Klosterkirche, heute evangelisch-reformierte Kirche

Das Franziskanerkloster Stadthagen war ein Kloster der Franziskaner in der Schaumburger Residenzstadt Stadthagen. Es bestand von 1486 bis 1559. Von den Gebäuden ist der gotische Chor der Klosterkirche erhalten, die seit 1732 von der evangelisch-reformierten Gemeinde genutzt wird.

## Geschichte
Das Kloster wurde 1486 von Graf Erich nach seiner Teilnahme an der Großen Hildesheimer Fehde (1484–1486) gestiftet. Nach seinem Tod 1492 wurde Erich unter der noch unfertigen Klosterkirche beigesetzt. Die Weihe erfolgte im Jahr 1500. Das Kloster gehörte zur Sächsischen Franziskanerprovinz vom heiligen Kreuz (Saxonia).
Die Franziskaner legten eine für damalige Verhältnisse umfangreiche Bibliothek mit Handschriften und Inkunabeln an. Von den ursprünglich 85 Kettenbüchern sind 73 erhalten und werden im Staatsarchiv Bückeburg aufbewahrt – die größte überkommene Sammlung dieser Art in Deutschland.
Mit der Einführung der lutherischen Reformation durch Graf Otto IV. 1559 wurde das Kloster aufgehoben. Fürst Ernst gründete 1610 in den Gebäuden das Gymnasium illustre mit der Absicht, eine Schaumburger Landesuniversität zu schaffen. Diese verlegte er nach ihrer kaiserlichen Bestätigung (1619) im Folgejahr nach Rinteln.
1732 wurde der reformierten Gemeinde im lutherischen Stadthagen gestattet, in der ehemaligen Klosterkirche Gottesdienst zu halten. Die seit langem leerstehenden Klostergebäude und das Langhaus der Kirche wurden schrittweise abgetragen.